# 舌突蛙属
舌突蛙属(Liurana )是无尾目亚洲角蛙科的一属动物。原分类在浮蛙科。依据多基因片段开展的分子系统学研究结果显示，本属嵌于亚洲角蛙科内部, 因此将舌突蛙属由浮蛙科转移至亚洲角蛙科。本属物种分布于中国西藏南部。
在中国，该属中的高山舌突蛙、墨脱舌突蛙、西藏舌突蛙均属于西藏特有物种，全球已知仅分布于西藏东南部的森林中。

## 種類
截止2021年底，根据 Amphibian Species of the World 中的记录本属包含7种：
- 高山舌突蛙 Liurana alpina Huang & Ye, 1997
- 喜山舌突蛙 Liurana himalayana
- 印度舌突蛙 Liurana indica
- 墨脱舌突蛙 Liurana medogensis Fei, Ye & Huang, 1997
- 小舌突蛙 Liurana minuta
- 河谷舌突蛙 Liurana vallecula Jiang, Wang, Wang, Li & Che, 2019
- 西藏舌突蛙 Liurana xizangensis (Hu, 1977)